# UProxy
uProxy è un'estensione per i browser Chrome e Firefox che permette agli utenti l'accesso a Internet tramite un proxy. La connessione Internet viene condivisa con altri utenti ed è cifrata dal proprio nodo a quello di destinazione: in questo modo realizza una virtual Private Network semplice, senza altra necessità di configurarne una e con la possibilità di avviare una navigazione sicura attraverso il PC di una persona fidata che deve prima autorizzare l'altro tramite chat o email.
Il consorzio Google Ideas ha finanziato il progetto che è stato portato a termine dalla Università di Washington e dalla casa Brave New Software - la stessa che ha realizzato Lantern.
Il successore di uProxy è l'estensione del browser Snowflake (software)
Questo programma ha lo scopo di garantire agli utenti un accesso più sicuro a Internet, senza la possibilità di essere monitorati. È un programma gratuito, pubblicato sotto Licenza Apache 2.0.